# Ян Еверт Вер
Ян Еверт Вер (нід. Jan Evert Veer, 1 листопада 1950) — нідерландський ватерполіст.
Бронзовий призер Олімпійських Ігор 1976 року, учасник 1972, 1980 років.